# Инаугурация Авраама Линкольна (1865)
Вторая инаугурация Авраама Линкольна в качестве Президента США состоялась 4 марта 1865 года. Одновременно к присяге был приведён Эндрю Джонсон как 16-й вице-президент США. Президентскую присягу проводил Председатель Верховного суда США Салмон Чейз, а присягу вице-президента принимал уходящий вице-президент Ганнибал Гэмлин.
Данная инаугурация ознаменовала начало второго и последнего срока Авраама Линкольна в качестве президента; Линкольн был убит через 42 дня после начала нового срока, и Джонсон сменил его на посту президента. Это была также первая инаугурация, на которой присутствовали афроамериканцы на инаугурационном параде.
Перед приведением президента к присяге избранный вице-президент Эндрю Джонсон принял присягу в зале Сената. На церемонии Джонсон, который выпил алкоголь, чтобы заглушить боль от брюшного тифа (как он объяснил позже), произнёс бессвязную речь в Сенате и выглядел явно пьяным. Историк Эрик Фонер назвал инаугурацию «катастрофой для Джонсона», а его речь «неудачной прелюдией к памятной второй инаугурационной речи Линкольна»; в прессе Джонсон был высмеян как «пьяный клоун».

## Галерея

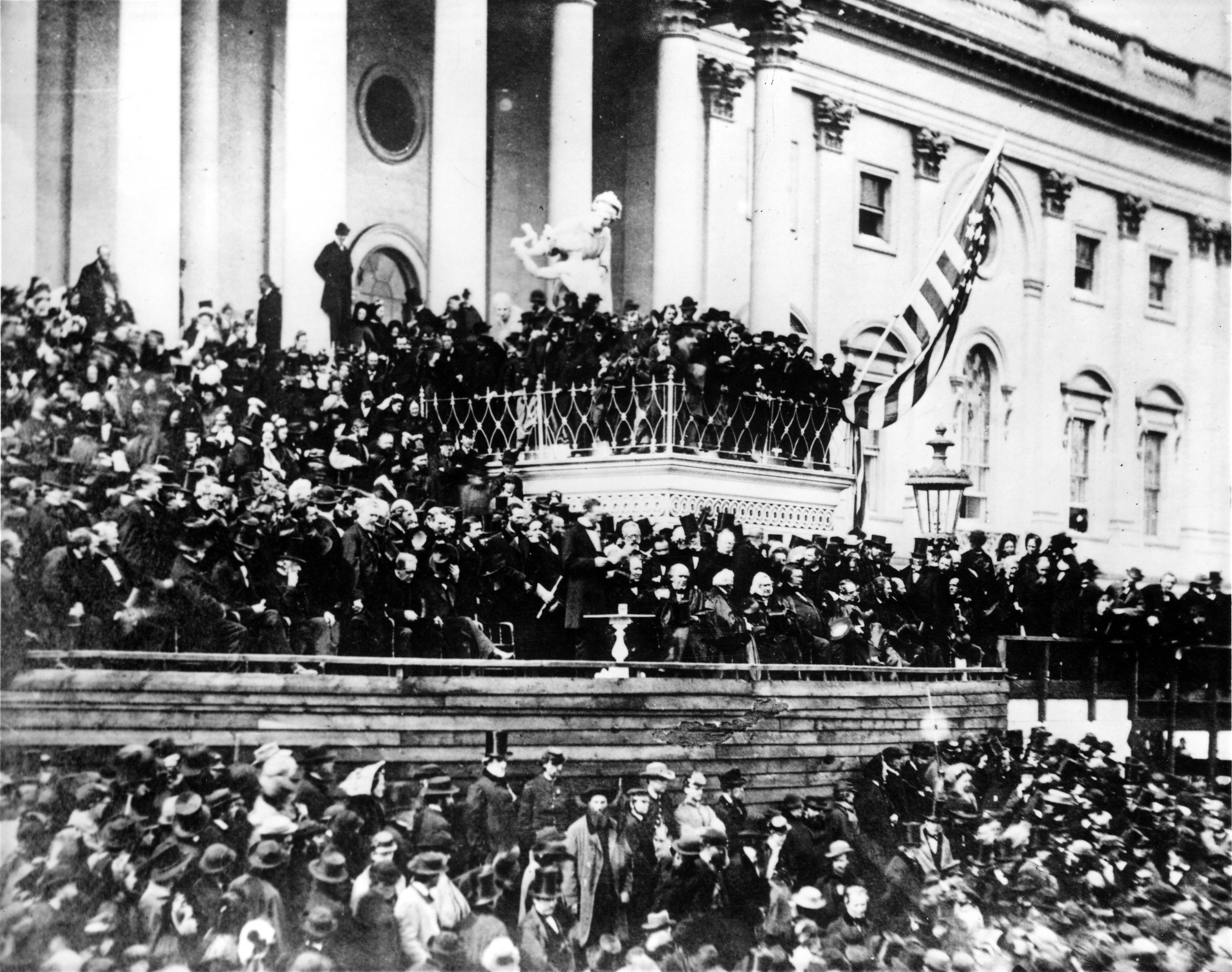
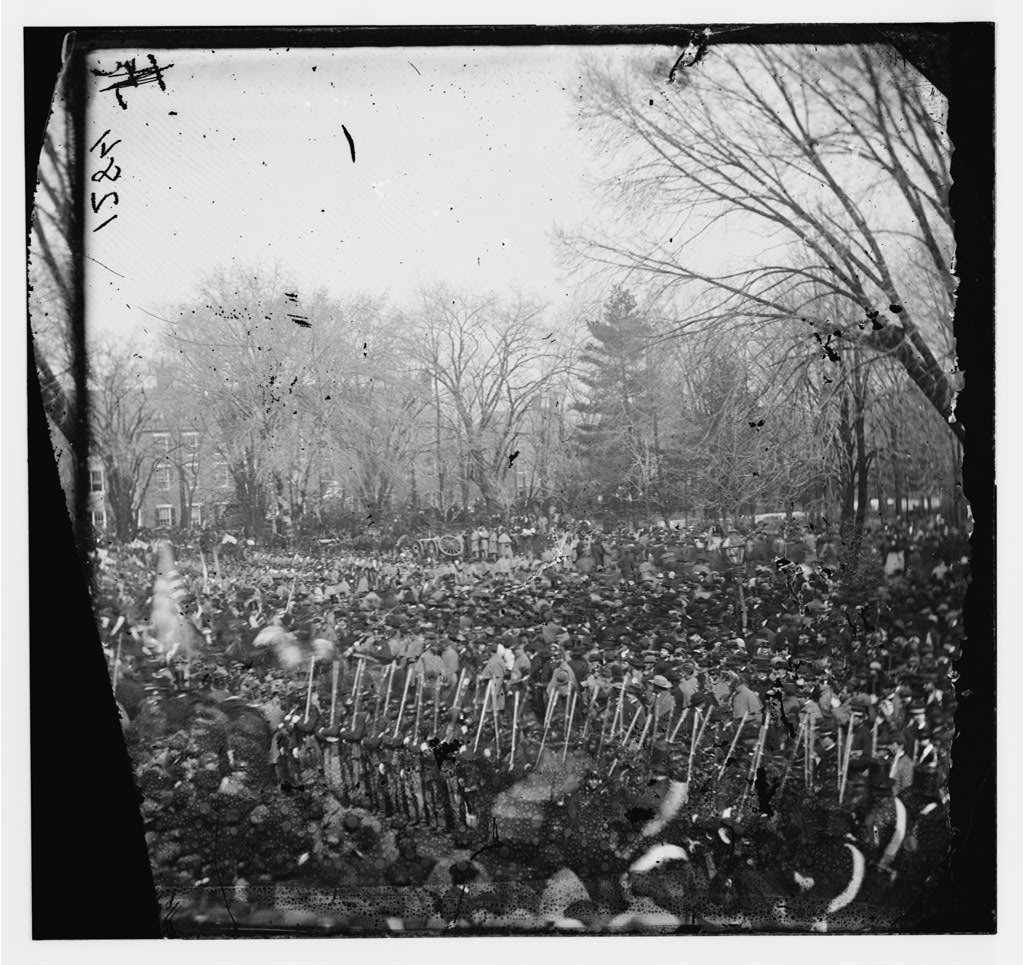
Инаугурационный парад